# ویلیام او. بردلی
ویلیام او. بردلی (به انگلیسی: William O. Bradley) سناتور سابق عضو حزب جمهوری‌خواه ایالات متحده آمریکا بود. وی در سال ۱۹۰۹ تا ۱۹۱۴ میلادی سناتور ایالت کنتاکی در سنای ایالات متحده آمریکا بود.